# Jan Willem Rädecker
Jan Willem Rädecker (Schoorl, 12 januari 1924 - Bergen, 27 maart 2009) was een Nederlandse beeldhouwer. Hij was de zoon en leerling van John Rädecker.
Vader John Rädecker kreeg opdracht de beelden voor het Nationaal Monument te maken, maar heeft deze opdracht door voortijdig overlijden niet kunnen afmaken. Zijn zonen Han en Jan Willem maakten hun vaders werk af. Ook heeft Jan Willem de twee leeuwen gemaakt die voor het Nationaal Monument op de Dam staan. Later werk van Jan Willem Rädecker sr. is meer abstract.
In 2004 was er in Museum Kranenburgh in Bergen NH de overzichtstentoonstelling Beelden in Bergen met werk van 31 beeldhouwers, waaronder werk van Jan Willem Rädecker. Twee van zijn beeldhouwwerken in abstracte trant zijn te zien in de voor publiek toegankelijke beeldentuin van het museum.

## Werken
- Leeuw voor het Nationaal Legermonument, Militair ereveld Grebbeberg in Rhenen, 1951
- Beelden voor het Nationaal Monument, 1956

Afbeeldingen

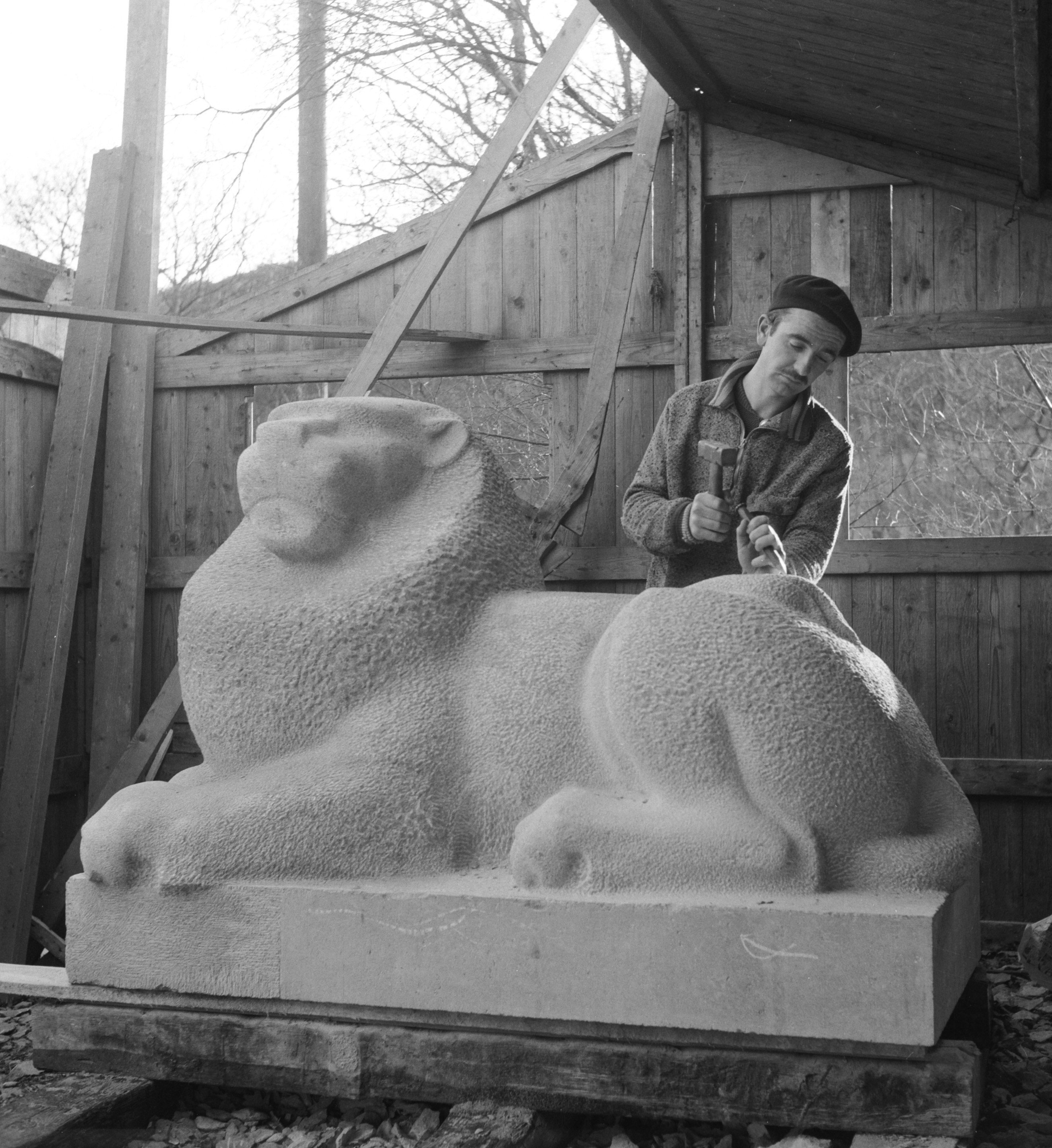
Leeuw voor Nationaal Legermonument, 1951
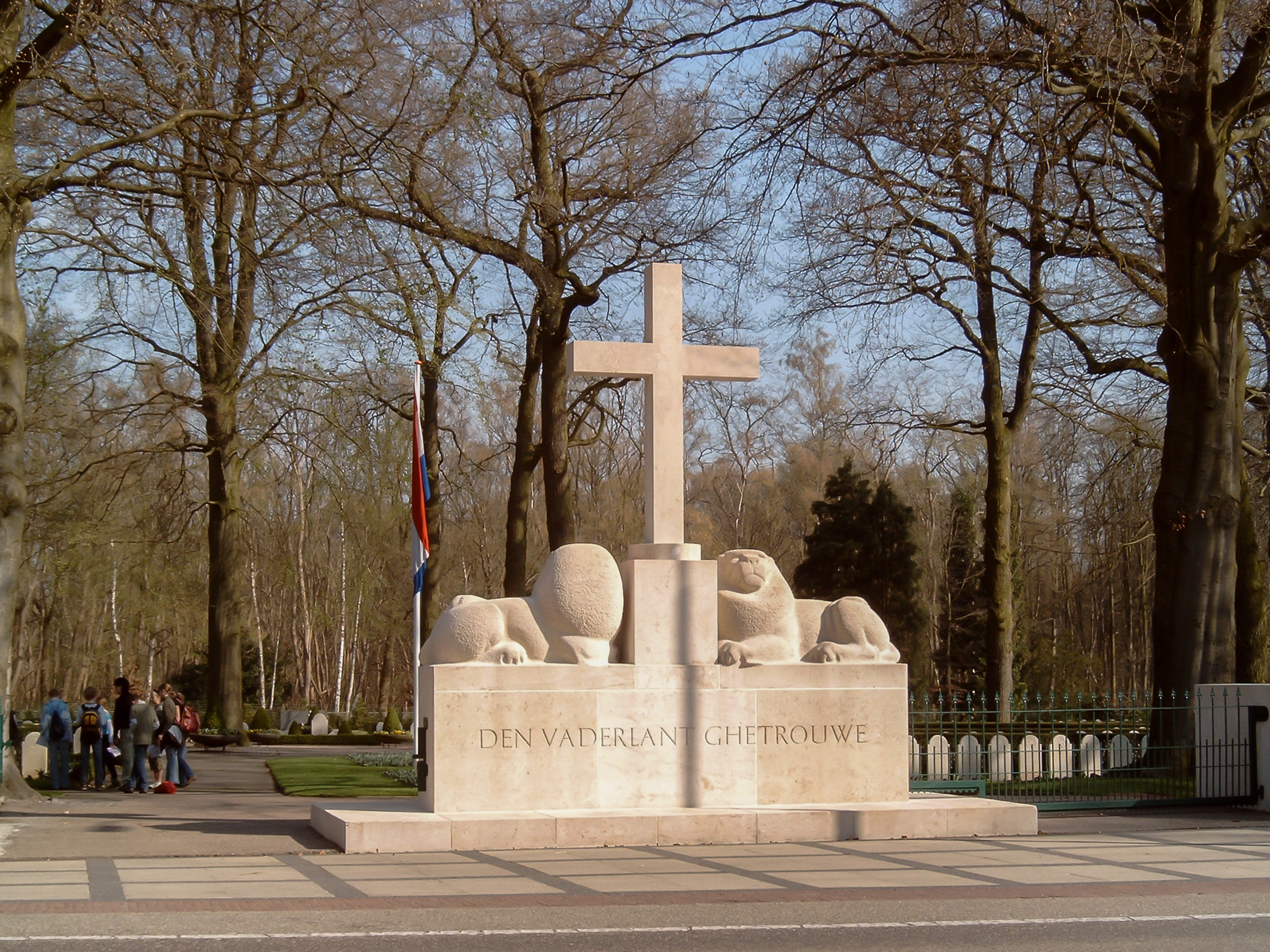
Rhenen, Grebbeberg oorlogsmonument
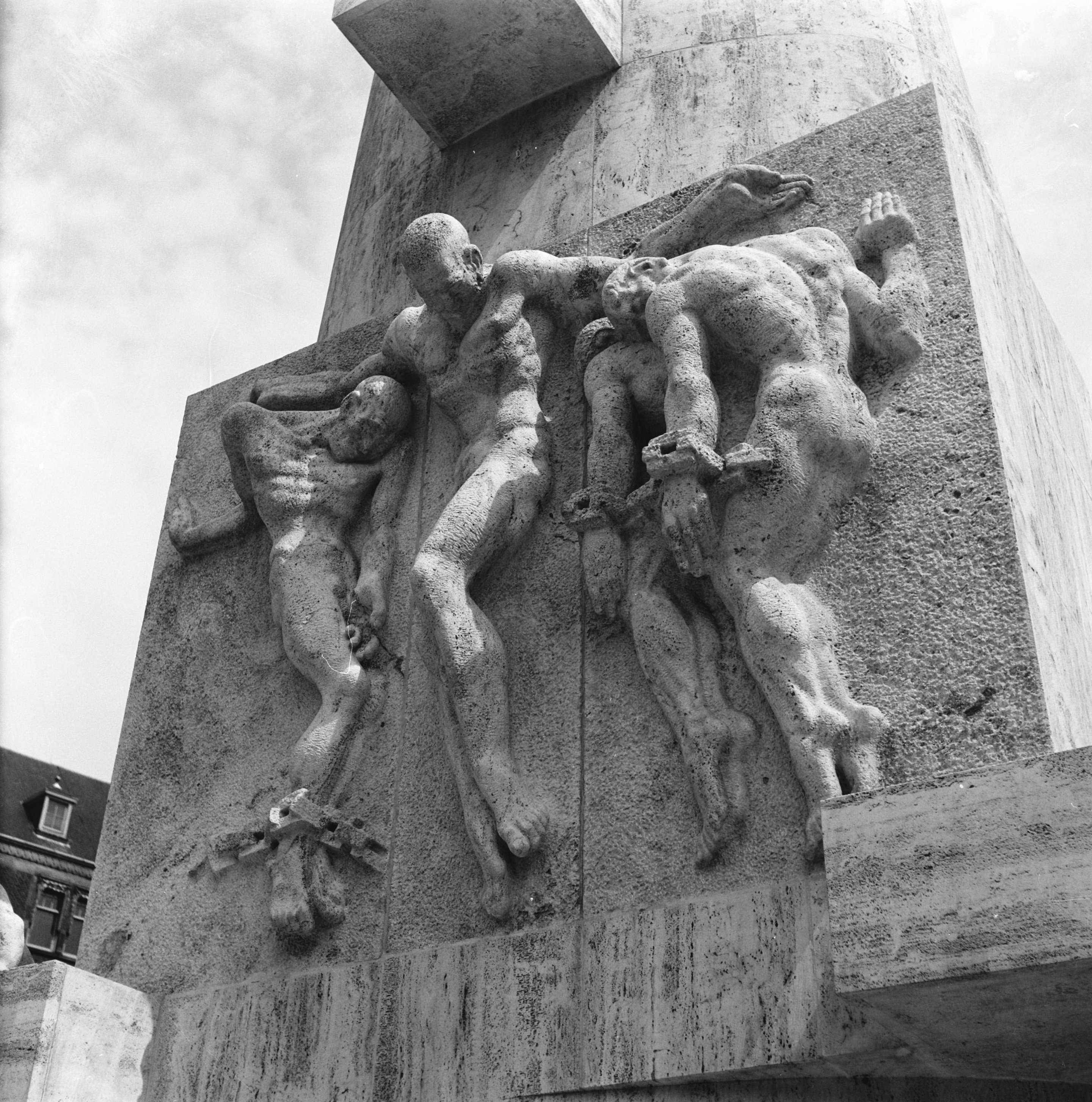
Fragmenten van Nationaal Monument Amsterdam
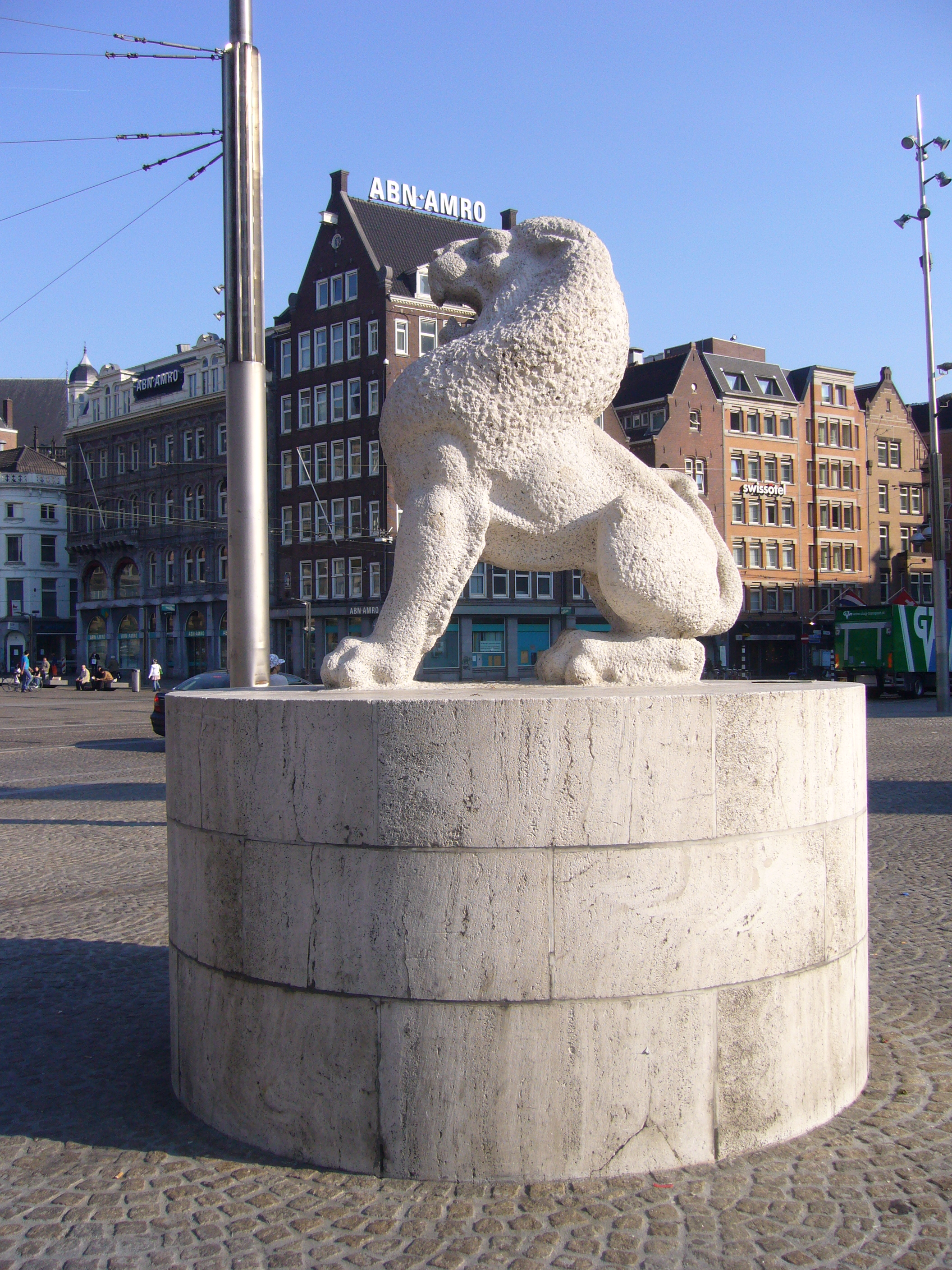
Monument op de Dam - Leeuwen

- RKD-Nederlands Instituut voor Kunstgeschiedenis: 94311